# Philosophische Logik
Der Ausdruck philosophische Logik wird auf mehrfache Weise verwendet:
1. Er bezeichnet jene Logik, die traditionell als Teilgebiet der Philosophie aufgefasst wird. In der Philosophie wird die Logik im Allgemeinen stärker als Beitrag zu einer allgemeinen Theorie des (korrekten) Argumentierens aufgefasst, die auch pragmatische Aspekte umfassen kann. Dieser Aspekt ist nicht Gegenstand der Mathematik. In der Philosophie werden im Rahmen der Disziplin Logik auch vielfach Fragen der Logikrechtfertigung u. ä. behandelt, die außerhalb des Untersuchungsgegenstandes der Mathematik liegen und die man der Klarheit halber der Philosophie der Logik als eigener Disziplin zurechnen kann. Es gibt jedoch keinen allgemeinen Konsens darüber, wie diese Disziplinen voneinander und von der Sprachphilosophie abzugrenzen sind.[2]
2. Die moderne Logik beginnt mit Gottlob Frege (1879), setzte sich aber in der Philosophie eher zögerlich durch. Vor der allgemeinen Anerkennung der modernen, „symbolischen“ Logik (die anfangs auch mit dem heute veralteten Ausdruck „Logistik“ bezeichnet wurde) in der Philosophie wurde unter „philosophischer Logik“ oft die traditionelle, überwiegend aus Syllogistik bestehende Logik verstanden, die so von der „anderen“, neuen Logik abgegrenzt werden sollte. „Mathematische Logik“ und „philosophische Logik“ bedeuten dann nicht verschiedene Disziplinen, sondern nur verschiedene Entwicklungsstufen derselben Logik.[3] Dieser Sprachgebrauch ist heute praktisch verschwunden.
3. Als terminus technicus bezeichnet „philosophische Logik“ heute meist verschiedene formale Logiken, die die elementare Aussagen- und Prädikatenlogik in unterschiedlicher Weise erweitern. Im Unterschied zur mathematischen Logik erweitert die philosophische Logik diese um weitere satzbildende Operatoren (Intensionale Logiken).[4] Dazu zählen die (alethische) Modallogik, deontische Logik, epistemische Logik, Interrogativlogik, u. v. m. Die Bezeichnung „philosophische Logik“ erklärt sich vor allem daraus, dass diese Logiken sich vorwiegend auf substanzielle philosophische Problemfelder anwenden lassen sollen (z. B. die deontische Logik auf die Ethik) und spezifisch zu diesem Zweck entwickelt wurden. Nichtsdestoweniger handelt es sich um formale Logiken, wie sie auch in der mathematischen Logik untersucht werden. Oft folgt aber die Normierung der Operatoren oder die Festlegung von Axiomen des Kalküls dabei Annahmen, die aus dem Anwendungsbereich stammen.
4. Mitunter werden auch nichtklassische Logiken, die aufgrund philosophischer Überlegungen einige Schlussregeln gegenüber der klassischen Logik verändern, als „philosophische Logiken“ bezeichnet. Standardbeispiele sind die intuitionistische Logik, die parakonsistente Logik und die Relevanzlogik. Bücher wie John P. Burgess’ Philosophical Logic,[1] der Blackwell Companion to Philosophical Logic[5] oder das mehrbändige Handbook of Philosophical Logic[6] (hrsgg. von Dov M. Gabbay und Franz Guenthner) beschäftigen sich mit philosophischer Logik im Sinne von 3. und 4. Dieser Zweig der Logik hat durch neuere Entwicklungen in der künstlichen Intelligenz und theoretischen Informatik erheblich an Bedeutung gewonnen.[1] Auch solche Logiken werden in der mathematischen Logik untersucht.